# Грибки (Минская область)
Грибки (бел. Грыбкі) — деревня в Мядельском районе Минской области Беларуси. Входит в состав Кривичского сельсовета (до 2009 года входила в состав  Пузырёвского сельсовета). Население 16 человек (2009).

## География
Грибки находятся в 9 км к северо-западу от посёлка Будслав и в 3 км к юго-западу от границы с Витебской областью. Соединена местной дорогой с Будславом и окрестными деревнями. Западнее деревни располагаются обширные болота. Местность принадлежит к бассейну Немана, через Грибки протекает ручей, впадающий в реку Сервечь. Ближайшая ж/д станция Будслав находится в 8 км к юго-востоку (линия Молодечно — Полоцк).

## История
Деревня появилась во второй половине XVIII века, известно, что здесь располагались печи для обжига кирпича для строительства Будславской базилики.
В XIX веке Грибки были деревней в составе Будславской волости Вилейского уезда Виленской губернии, в 1868 году насчитывали 69 жителей, в 1904 году — 110 жителей.
В результате Рижского мирного договора 1921 года Грибки вошли в состав межвоенной Польши, где были в составе Будславской гмины Вилейского повета Виленского воеводства. В 1938 году местная семья Апанасевичей построила в Грибках небольшую католическую часовню, сохранившуюся поныне. С 1939 года деревня в составе БССР.

## Достопримечательности
- Католическая часовня 1938 года постройки